# Rio Tsarap
O rio Tsarap, Tsarap Chu ou Tserab Chu (em urdu: صراف ندی), também chamado ou confundido com o rio Lingti na parte superior do seu curso e rio Lungnak na parte inferior, é um rio do Ladaque, norte da Índia. O seu vale é o principal eixo da parte oriental da cordilheira e região de Zanskar, situada no sul do Ladaque. É o braço oriental do rio Zanskar, o qual se forma na confluência com o braço ocidental, o Doda (ou Stod), situada poucos quilómetros a nordeste de Padum, a principal aldeia de Zanskar. Por sua vez, o rio Zanskar desagua no rio Indo pela margem esquerda (sul) alguns quilómetros a norte de Nimo.
O rio Tsarap ou Lungnak é importante para a agricultura do vale de Zanskar, escassa, mas vital para a população local. Sobretudo nas áreas mais baixas de Chia, o rio alimenta os sistemas de irrigação dos campos de cevada, trigo, trigo-mourisco e ervilhas.

## Curso — Tsarap, Lingti e Lungnak
A literatura e mapas divergem na identificação dos diversos nomes dos principais rios que correm na parte oriental da bacia hidrográfica do rio Zanskar. Para alguns autores, o Tsarap é um braço ou afluente do curso superior do rio Lingti.
Em alguns mapas, o rio que corre ao lado da estrada Manali–Lé desde alguns quilómetros a nordeste do passo Baralacha La, no norte do estado de Himachal Pradexe, até Sarchu (também chamado Lingti), na fronteira do Ladaque, é assinalado como sendo o Tsarap. Esse braço do Tsarap nasce na cordilheira dos Grandes Himalaias, a sudeste do Baralacha La, corre para noroeste até encontrar a estrada, que atravessa, e posteriormente segue ao lado desta até Sarchu, onde conflui com outros dois cursos de água — o Yunan Chu e o Lingti, segundo algumas fontes, ou o Yunan e o Sarchu. Um dos rios que conflui em Sarchu nasce junto a Pankpo La, o passo a sul de Sarchu que liga o planalto de Rupshu ao Zanskar.
Após Sarchu, esse braço do Tsarap corre para norte ao lado da estrada durante alguns quilómetros, até ao início dos Gata Loops, nome dado ao trecho da estrada Manali–Lé que ziguezagueia enquanto sobe para os passos de Nakee La e Lachung La, em direção a leste. Por sua vez, o rio segue para noroeste, embrenhando-se em Zanskar, e depois para norte.
Noutros mapas, a nascente do Tsarap aparece mais a norte, aproximadamente a meio caminho em linha reta entre Baralacha La e o lago Tso Moriri, no planalto de Rupshu. Este braço cruza a estrada Manali–Lé perto de Pang, a leste de Lachung La, na direção sudeste-noroeste. A um par de dezenas de quilómetros em linha reta a leste de Phugtal, conflui com o rio que passa por Baralacha La e segue primeiro para leste e depois curva para sudoeste, para passar por Pughtal. Passados cerca de 5 km conflui em Purne com o Kargyag Chu (ou Kurgiak). O trecho do rio que passa em Pughtal e Purne e segue depois para noroeste até Padum e à confluência com o Doda, onde se forma o Zanskar, aparece em alguns mapas e literatura como sendo o Lungnak.

## Deslizamento de terra
Em 31 de dezembro de 2014 um deslizamento de terra bloqueou o leito do Tsarap 140 km a sul (montante) de Padum, entre as aldeias de Shun e Phugtal, formando uma barragem que deu origem a um lago artificial. O acidente foi detetado quando os níveis da água na barragem hidroelétrica de Alchi, centenas de quilómetros a jusante, baixaram subitamente. Em 1 de fevereiro de 2015, a barragem causada pelos detritos tinha 60 metros de altura, 90 m de largura e 600 m de comprimento. A albufeira atrás da barragem tinha cerca de 14 km de comprimento e cobria aproximadamente 110 hectares.